# Buttler II

Wizerunek herbu według Tadeusza Gajla

Buttler III (Butler) − polski herb hrabiowski, odmiana herbu Butler.

## Opis herbu
Opis z wykorzystaniem zasad blazonowania, zaproponowanych przez Alfreda Znamierowskiego:
Tarcza dzielona w krzyż z tarczą sercową, na której w polu złotem orzeł czarny na którego piersiach, na małej tarczy kosz srebrny z obręczami złotymi. Na głównej tarczy w polu I, czarnym, schody złote o czterech stopniach; W polach II i III, czerwonych, dwa trójzęby na krzyż, żeleźcem w górę; 
W polu IV, czarnym, okrągłe zwierciadło; Nad tarczą trzy hełmy, każdy z klejnotem: 
- Klejnot I: kolumna czerwona na srebrnej podstawie z trąbką i trzema piórami strusimi, z których środkowe czerwone;

- Klejnot II: w koronie połowa psa czarnego bez nóg o dwóch białych skrzydłach, głowa w lewo, w srebrnej obroży, z okrągłym zwierciadłem na piersiach;

- Klejnot III: na hełmie lewym w koronie dwa orle skrzydła, prawe złote, lewe czarne.

Labry: na każdym hełmie z prawej czarne, podbite srebrem, z lewej czarne, podbite złote.

## Najwcześniejsze wzmianki
Nadany z tytułem hrabiowskim Jakubowi Butlerowi, herbu Butler w 1651 przez Ferdynanda II. Potomkowie Jakuba zostali wylegitymowani ze szlachectwa z tym herbem w roku 1824, a pięciopolowy herb Butler zamieścił w swoim herbarzu Pawliszczew.

## Herbowni
Butler (Buttler).